# Lothar Quanz

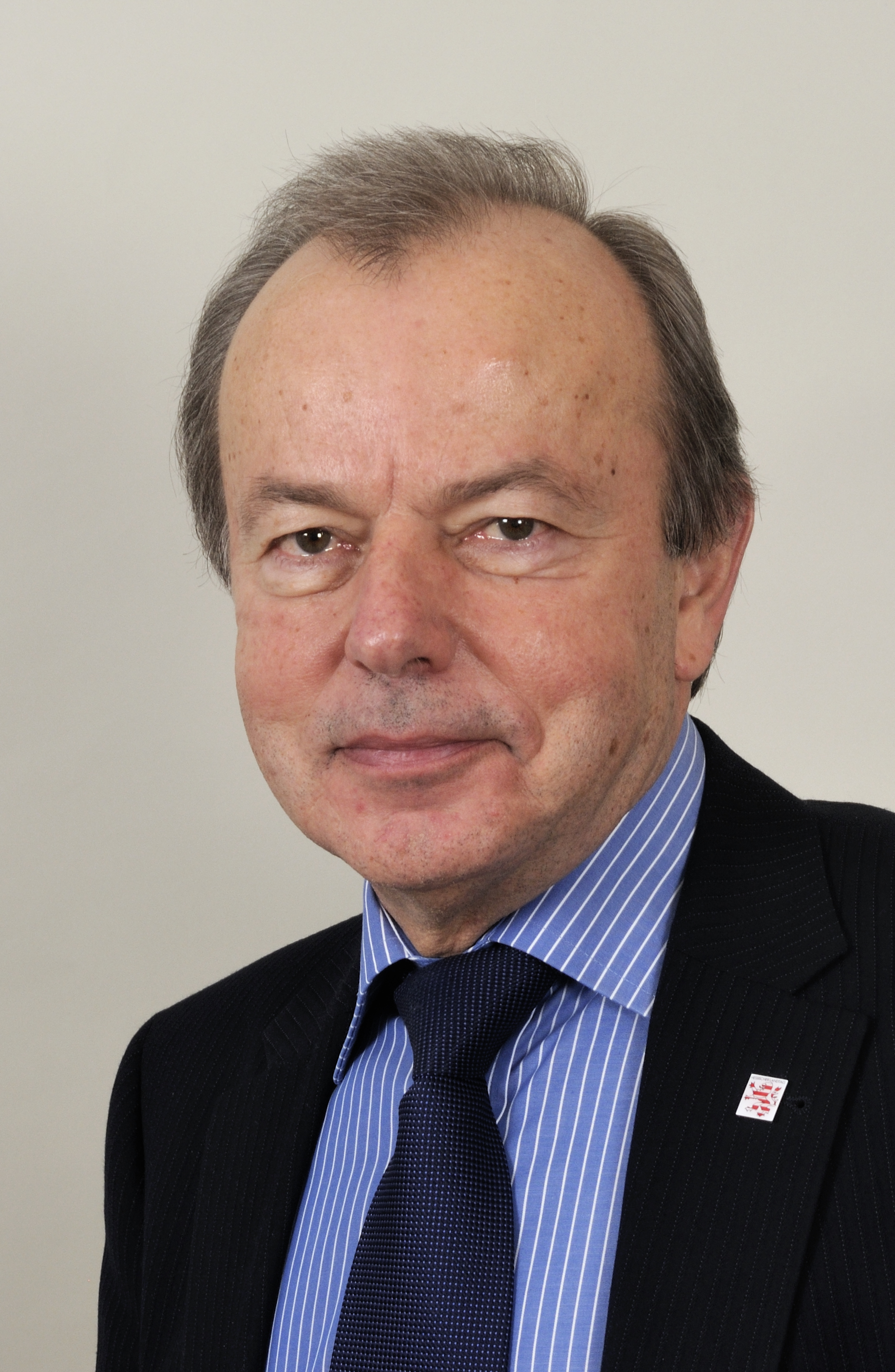
Lothar Quanz (2013)

Lothar Quanz (* 2. September 1949 in Rothenkirchen, Kreis Hünfeld) ist ein deutscher Lehrer und hessischer Landespolitiker (SPD). Er war Erster Vizepräsident des Hessischen Landtags von 2003 bis 2014.

## Ausbildung und Beruf
Nach dem Abitur 1968 studierte Lothar Quanz von 1968 bis 1974 Germanistik, Sport und Politik für Höheres Lehramt. Im Jahr 1975 schloss er das Studium und die Ausbildung mit dem zweiten Staatsexamen ab und arbeitete von 1976 bis 1995 als Studienrat bzw. Studiendirektor (u. a. an der Friedrich-Wilhelm-Schule in Eschwege).

## Politik
Quanz ist seit 1972 Mitglied der SPD und war von 1989 bis 2003 Vorsitzender im Unterbezirk Werra-Meißner. Er gehörte von 2001 bis 2013 dem Landesvorstand der SPD Hessen an.
Seit 1981 ist er Mitglied im Kreistag des Werra-Meißner-Kreises, seit 1997 dort Vorsitzender der SPD-Fraktion. 
Lothar Quanz ist seit dem 5. April 1995 Mitglied des hessischen Landtags und dort vom 20. Juni 2001 bis 4. April 2003 stellvertretender Fraktionsvorsitzender der SPD-Fraktion. Seit dem 5. April 2003 war er Vizepräsident des Landtags. Weiterhin war bzw. ist er Mitglied im Ältestenrat, Kulturpolitischen Ausschuss, Europaausschuss und Unterausschuss für Finanzcontrolling und Verwaltungssteuerung. Bei der Landtagswahl am 22. September 2013  kandidierte Quanz zum sechsten Mal im Wahlkreis 10 Eschwege-Witzenhausen und gewann zum vierten Mal das  Direktmandat. 
Er war 2004 Mitglied der 12. Bundesversammlung. Nach Abschluss der Koalitionsverhandlungen zwischen SPD und Bündnis 90/Die Grünen im Herbst 2008 wurde er im geplanten Kabinett der Kandidatin für das Amt der Ministerpräsidentin in Hessen, Andrea Ypsilanti, für das Ressort Wissenschaft und Kunst benannt.
Lothar Quanz war in der 19. Legislaturperiode des Hessischen Landtags Vorsitzender des Kulturpolitischen Ausschusses. Zur Landtagswahl in Hessen 2018 trat er nicht mehr an und schied so aus dem Landtag aus.